# 홍콩 바오셰 여자중학교

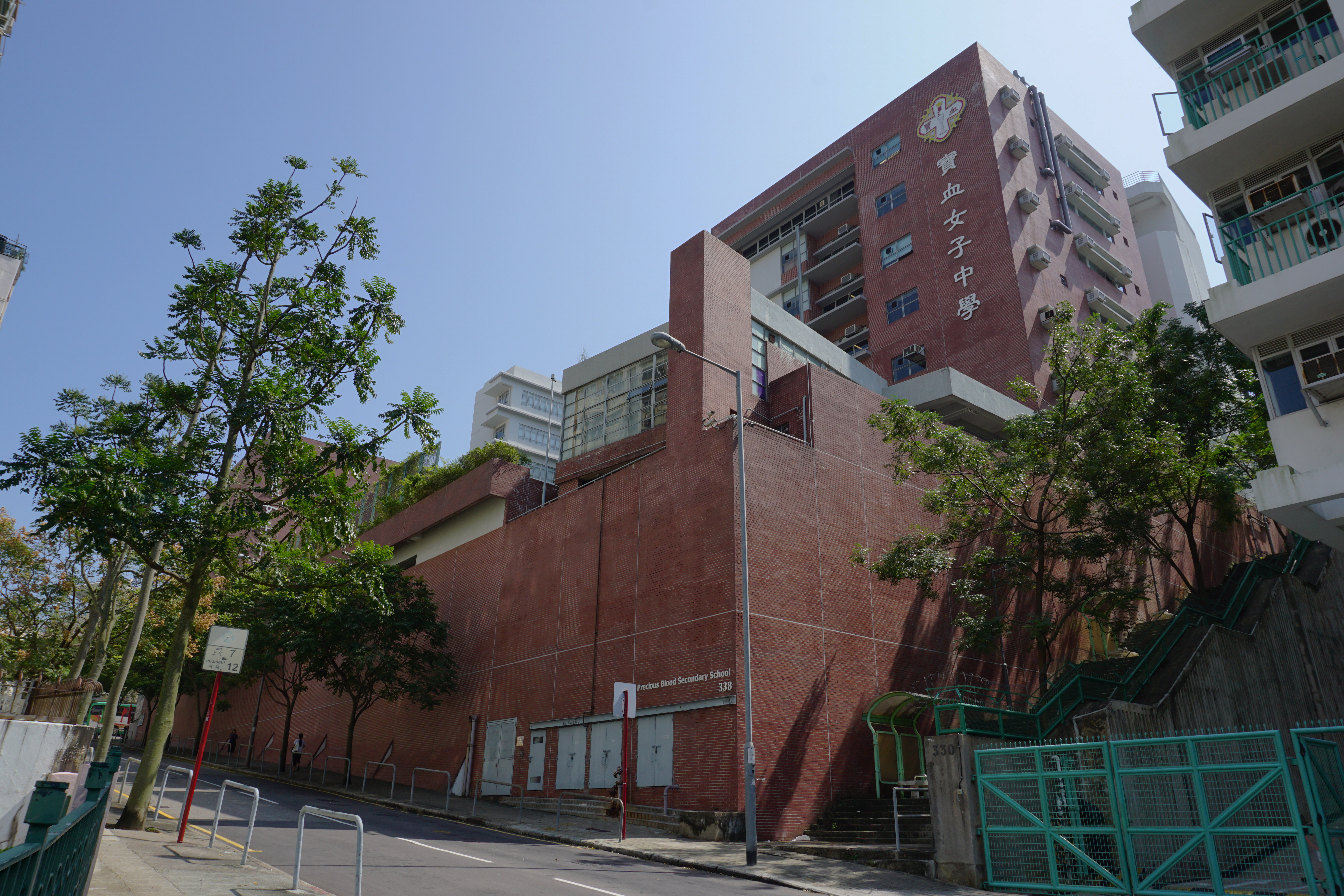
홍콩 바오셰 여자중학교

홍콩 바오셰 여자중학교(寶血女子中學)는 중화인민공화국 광둥성 홍콩 특별행정구의 로마 가톨릭 종파 사립 여자 중학교이다.

## 교내 연혁과 학교의 역사
1945년 8월 30일, 교황 비오 12세의 관련 지원을 통하여 국민정부 시대 중화민국 대륙 본토 광둥 성 영국 직할식민지 홍콩에서 첫 개교되어 그 이후 1997년 7월 1일을 기하여 홍콩이 중공 대륙 본토에 귀속 반환 조치 처분된 현재에까지 이르고 있다.